# ری سیتی (جورجیا)
ری سیتی، جورجیا (به انگلیسی: Ray City, Georgia) یک شهر در ایالات متحده آمریکا با جمعیت ۷۴۶ نفر است که در جورجیا واقع شده‌است.

## موقعیت جغرافیایی
موقعیت جغرافیایی شهرها و مناطق اطراف به شرح زیر است: